# Coenosia canifrons
Coenosia canifrons este o specie de muște din genul Coenosia, familia Muscidae, descrisă de Stein în anul 1913. Conform Catalogue of Life specia Coenosia canifrons nu are subspecii cunoscute.